# Сомодевилья, Зенон де, 1-й маркиз Энсенада
Зенон де Сомодевилья-и-Бенгочеа, маркиз Энсенада (исп. Zenón de Somodevilla y Bengoechea, marqués de la Ensenada, 20 апреля 1702, Риоха — 2 декабря 1781, Медина-дель-Кампо) — испанский государственный деятель.

## Биография
Происходил из бедной семьи. Поступил на службу в морское ведомство. Скоро обратил на себя внимание своими талантами и исполнял важные поручения; между прочим, был интендантом испанской армии, завоевавшей Неаполь в 1734—1735 годах для инфанта дона Карлоса. В награду за это он получил титул маркиза. 
В 1742 году он участвовал в походе в Ломбардию инфанта Филиппа и после возвращения в Испанию сделался одним из ближайших советников короля Филиппа V. Обладая выдающимся умом, большими познаниями и редкой работоспособностью, он соединил в своих руках министерства военное, морское, финансов и управление колониями и сумел сохранить свое положение и после вступления на престол Фердинанда VI. 
Своей деятельностью он начал в Испании блестящую эпоху реформ в духе просвещенного абсолютизма. Он отменил откупа, упорядочил управление финансами, сделал попытку ввести подоходный налог, уничтожить внутренние таможни и другие стеснения торговли, проводил дороги, начал устройство Кастильского канала, способствовал развитию торгового флота. Благодаря этим мерам, торговля и промышленность в Испании несколько оживились, и доходы государства возросли. 
Стремясь к строгой экономии в расходах, Энсенада не жалел денег на усиление морского могущества Испании и значительно увеличил военный флот, что несколько подняло международное значение Испании. Он открыл несколько высших учебных заведений; покровительствовал науке и литературе; в 1753 году заключил конкордат с папой Бенедиктом XIV. 
В вопросах внешней политики Энсенада не сочувствовал направлению министра иностранных дел Карвахаля, стоявшего за союз с Великобританией, и хотел сближения с Францией. После смерти Карвахаля должно было, по-видимому, наступить полное торжество Энсенады, но врагам его при дворе удалось, наконец, сломить его влияние на короля: в 1754 году он был лишен всех должностей и сослан в Гранаду. 
После вступления на престол Карла III он был возвращен ко двору, но первым министром сделался сначала Эскилаче, потом Аранда. Во время гонения на иезуитов Аранда удалил его от двора, так как Энсенада считался покровителем иезуитов. Влиянием на дела он больше не пользовался.